# My Friend Tony
My Friend Tony est une série télévisée américaine en seize épisodes de 48 minutes créée par Ivan Goff, Ben Roberts et Warren B. Duff, diffusée entre le 5 janvier et le 22 juin 1969 sur le réseau NBC.
Cette série est inédite dans tous les pays francophones.

## Distribution
- James Whitmore : Prof. John Woodruff
- Enzo Cerusico : Tony Novello
- Richard Anderson : Chief Orr (3 épisodes)
- Dan Ferrone : Jeff Pryor (2 épisodes)
- Larry Pennell (2 épisodes)
- Mort Mills : Sgt. Erickson (1 épisode)

## Épisodes
1. Corey Doesn't Live Here Anymore
2. Death Comes in Small Packages
3. Voices
4. Let George Do It
5. The Lost Hours
6. The Hazing
7. Encounter
8. Dead Reckoning
9. Wedding Cake Blues
10. The Twenty Mile Jog
11. Molly
12. Computer Murder
13. Casino
14. Kidnap
15. The Shortest Courtship
16. Welcome Home, Jerry Stanley